# 카푸스틴 야르

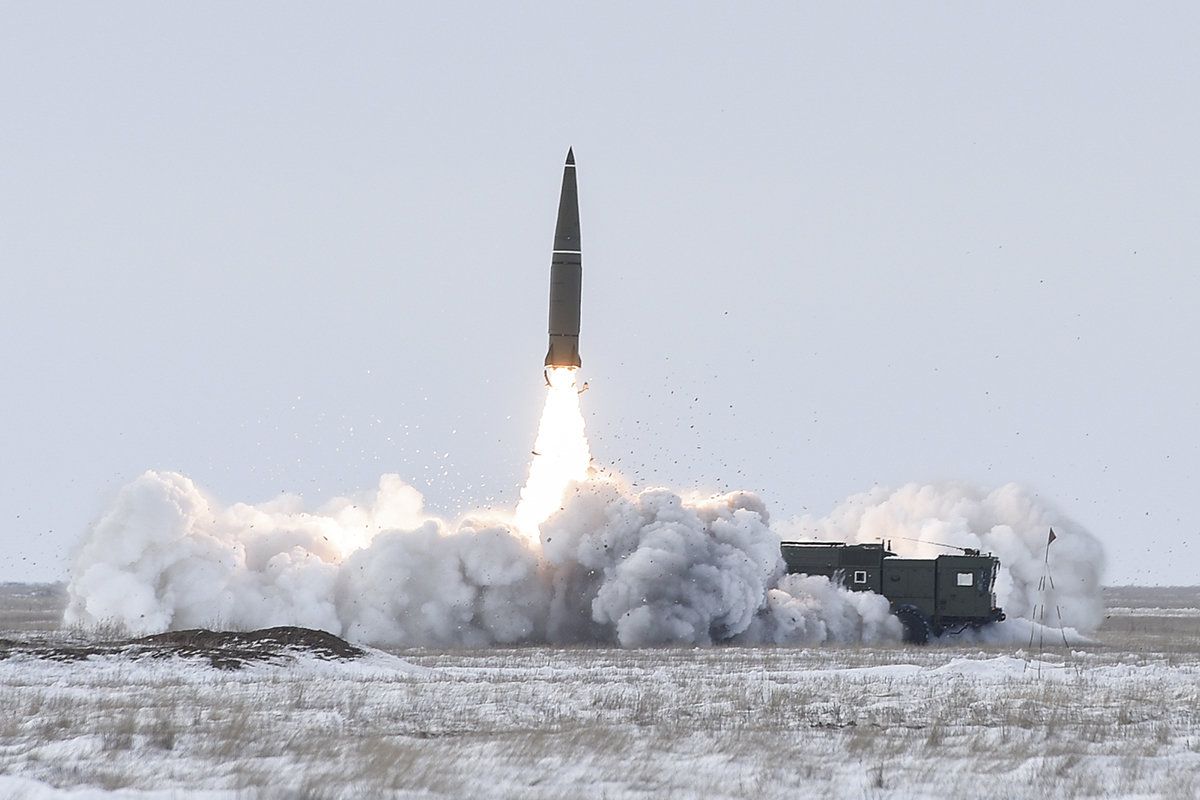
2018년 이스칸데르 미사일 시험발사

카푸스틴 야르(Kapustin Yar)는 러시아의 미사일 시험장이다.

## 역사
소련의 4번째 미사일 시험장 카푸스틴 야르는 1946년 5월 13일 소련 정부 포고령에 따라 설립되었다.
바실리 보즈뉴크 중장의 감독하에 건설되었으며, 초대 사령관이 되었다. 아스트라칸 지역의 북부 사막에 건설했다. 최초의 로켓은 1947년 10월 18일 발사되었다. 2차대전을 승전하고서, 독일에서 노획한 V-2 로켓 11발 중에 하나였다.
나치 독일은 1940년대 초 제2차 세계대전의 전세가 연합군 쪽으로 기울기 시작하자 페네뮌데 연구소를 세우고 V-1, V-2 미사일을 연구했다. 발트해에 있는 작은 섬인 페네뮌데에 연구소를 설립했다. 페네뮌데 연구소는 세계 최초의 로켓 연구소이다. 2차대전에서 독일이 패배한 후, 페네뮌데 연구소 인력의 상당수는 미국이 차지했지만 로켓 공장은 소련 몫이었다. 소련은 이를 통째로 뜯어 스탈린그라드 동남쪽 카푸스틴 야르에 로켓연구소를 세웠다. 베르너 폰 브라운 박사는 전범이었지만, 처벌되지 않았고, 미국 뉴멕시코주 화이트 샌즈 미사일 시험장에서 로켓 개발을 계속했다. 베르너 폰 브라운 박사의 조수 헬무트 그뢰트루프를 비롯한 250명의 로켓 기술자는 소련이 카푸스틴 야르로 데려갔다.
1957년부터 1961년까지 10-40 kt 핵폭탄 5발을 공중에서 폭발 시험했다.
1959년 기준으로, 카푸스틴 야르는 소련의 미사일 시험장 중에서 유일하게 일반에 알려진 곳이었다.
2016년 기준으로, 러시아는 보스토치니, 바이코누르, 플레세츠크 기지 외에 남부 오렌부르크주에 있는 '야스니', 남부 아스트라한주의 '카푸스틴 야르' 등 모두 5개의 우주 기지를 운용하고 있다.

## 같이 보기
- 화이트 샌즈 미사일 시험장 - 미국의 카푸스틴 야르
- 안흥종합시험장 - 한국의 카푸스틴 야르